# Jøkulfallet
Jøkulfallet är ett berg i Antarktis. Det ligger i Östantarktis. Norge gör anspråk på området. Toppen på Jøkulfallet är 2 224 meter över havet.
Terrängen runt Jøkulfallet är kuperad åt nordväst, men åt sydost är den bergig. Terrängen runt Jøkulfallet sluttar norrut. Trakten är obefolkad. Det finns inga samhällen i närheten. 